# Hillsboro (Virginia Occidental)
Hillsboro es un pueblo ubicado en el condado de Pocahontas en el estado estadounidense de Virginia Occidental. En el Censo de 2010 tenía una población de 260 habitantes y una densidad poblacional de 279,63 personas por km².

## Geografía
Hillsboro se encuentra ubicado en las coordenadas 38°8′7″N 80°12′49″O / 38.13528, -80.21361. Según la Oficina del Censo de los Estados Unidos, Hillsboro tiene una superficie total de 0.93 km², de la cual 0.93 km² corresponden a tierra firme y (0%) 0 km² es agua.

## Demografía
Según el censo de 2010, había 260 personas residiendo en Hillsboro. La densidad de población era de 279,63 hab./km². De los 260 habitantes, Hillsboro estaba compuesto por el 98.46% blancos, el 0% eran afroamericanos, el 1.15% eran amerindios, el 0% eran asiáticos, el 0% eran isleños del Pacífico, el 0% eran de otras razas y el 0.38% pertenecían a dos o más razas. Del total de la población el 0% eran hispanos o latinos de cualquier raza.